# تجربه جدید (فیلم)
تجربه جدید (به تامیلی: Anubavam Pudhumai) و (به انگلیسی: New Experience) فیلمی هندی محصول سال ۱۹۶۷ و به کارگردانی سی.وی راجاندران است. در این فیلم بازیگرانی همچون آر. ماترومن، راجاسری، تی.آر. راماچاندران و مانوراما ایفای نقش کرده‌اند.